# Frank Sulloway
Frank Jones Sulloway (né en 1947) est un psychologue et historien des sciences américain. Il est docteur en histoire des sciences de l'université Harvard. Il a travaillé à l'université de Californie à Berkley,, et au MIT.
Sulloway a notamment fait l'hypothèse, en s'appuyant sur des études statistiques, que l'ordre de naissance dans une famille influe sur la façon de mener sa vie professionnelle. Les aînés, qui occupent de préférence des postes dans les affaires et la politique, souhaitent maintenir l'ordre établi, alors que les benjamins, qui sont régulièrement obligés de démontrer leurs compétences dès leur plus jeune âge face aux aînés, cherchent à modifier sensiblement la société ou à restructurer les connaissances scientifiques.

## En France
En 1981, André Bourguignon fait traduire en français son livre Freud, biologiste de l'esprit.
Frank Sulloway a développé dans Freud biologiste de l'esprit, une thèse qui soutient qu'avec la psychanalyse, Freud a produit un modèle « cryptobiologique », dans le but de masquer ses inspirations biologiques reconnues comme déjà obsolètes à son époque par certains de ses partisans comme Ernst Kris, afin de présenter la psychanalyse comme une théorie révolutionnaire et originale et se présenter en pur psychologue de la psyché.

## Travaux
Dans son livre Born to Rebel, Sulloway démontre que l'ordre de naissance influence le développement des « Big Five » (cinq grands traits de personnalité, également connu sous le nom de « modèle des cinq facteurs »). Il suggère que les premiers-nés et les enfants uniques sont plus consciencieux, plus dominants socialement, moins agréables et moins ouverts aux idées nouvelles que leurs cadets. Cependant, ses conclusions ont été contestées par d'autres chercheurs, qui soutiennent que les effets de l'ordre de naissance sont faibles et incohérents.

## Prix et distinctions
En 1980 il reçoit le prix Pfizer de l’History of Science Society pour son livre Freud, Biologist of the Mind: Beyond the Psychoanalytic Legend.
En 1984 il est lauréat du Prix MacArthur

## Publications
- (en) Frank J. Sulloway, Freud, Biologist of the Mind : Beyond the Psychoanalytic Legend, Harvard University Press, 1992, 612 p. (ISBN 978-0-674-32335-3, lire en ligne)
- Born to Rebel : Birth Order, Family Dynamics, and Creative Lives, Pantheon, 1996, 653 p. (ISBN 0-679-44232-4, lire en ligne )